# Keeps Gettin' Better: A Decade of Hits
Keeps Gettin' Better: A Decade of Hits là album tuyển tập đầu tiên của ca sĩ kiêm sáng tác nhạc người Mỹ Christina Aguilera, phát hành ngày 6 tháng 11 năm 2008 bởi RCA Records. Đây là tập hợp những đĩa đơn thành công nhất của Aguilera nhằm kỷ niệm thập kỷ đầu tiên của cô trong ngành công nghiệp âm nhạc, trích từ ba album phòng thu tiếng Anh đầu tiên Christina Aguilera (1999), Stripped (2002) và Back to Basics (2006), cũng như album tiếng Tây Ban Nha Mi Reflejo (2000) trong những phiên bản quốc tế. Album còn bao gồm một số màn kết hợp khác của nữ ca sĩ, như "Lady Marmalade" với Pink, Lil' Kim, Mýa và "Nobody Wants to Be Lonely" với Ricky Martin. Ngoài ra, Aguilera còn thu âm bốn bản nhạc mới và đều được sản xuất bởi cộng tác viên quen thuộc của nữ ca sĩ Linda Perry, bao gồm những bản làm lại của hai đĩa đơn thành công của cô "Genie in a Bottle" và "Beautiful".
Sau khi phát hành, Keeps Gettin' Better: A Decade of Hits nhận được những phản ứng tích cực từ các nhà phê bình âm nhạc, trong đó họ ca ngợi sự nghiệp âm nhạc của cô sau mười năm hoạt động, đồng thời so sánh những bài hát mới theo phong cách electropop với âm nhạc của Kelly Osbourne và Lady Gaga. Đĩa nhạc cũng gặt hái những thành công đáng kể về mặt thương mại, đứng đầu bảng xếp hạng tại Đài Loan và lọt vào top 10 ở nhiều quốc gia khác, bao gồm một số thị trường nổi bật như Úc, Áo, Pháp, Ireland, Nhật Bản và Vương quốc Anh. Tại Hoa Kỳ, album được phát hành độc quyền thông qua chuỗi hệ thống Target và ra mắt ở vị trí thứ chín trên bảng xếp hạng Billboard 200 tại Hoa Kỳ với 73,000 bản, trở thành album thứ tư trong sự nghiệp của Aguilera vươn đến top 10 tại đây, và sau đó được chứng nhận đĩa Vàng bởi Hiệp hội Công nghiệp Ghi âm Hoa Kỳ (RIAA). 
"Keeps Gettin' Better" được chọn làm đĩa đơn duy nhất phát hành từ Keeps Gettin' Better: A Decade of Hits và lọt vào top 20 ở một số quốc gia, đồng thời đạt vị trí thứ bảy trên bảng xếp hạng Billboard Hot 100 và là đĩa đơn top 10 thứ tám của nữ ca sĩ tại Hoa Kỳ. Ngoài ra, "Dynamite" cũng được phát hành dưới dạng đĩa đơn quảng bá tại Nhật Bản. Để quảng bá album, Aguilera trình diễn những bản hit nổi tiếng và bài hát mới trên một số chương trình truyền hình và lễ trao giải lớn, như giải Video âm nhạc của MTV năm 2008 và giải thưởng Âm nhạc Mỹ năm 2008. Tuy nhiên, kế hoạch quảng bá không thể kéo dài vì cô bắt đầu thực hiện album phòng thu tiếp theo Bionic (2010) vào cuối năm 2008, với nhiều sáng tác theo phong cách âm nhạc tương tự như những bản nhạc mới của Keeps Gettin' Better: A Decade of Hits. Tính đến nay, đĩa nhạc đã bán được hơn 1.5 triệu bản trên toàn cầu.

## Danh sách bài hát
| Keeps Gettin' Better: A Decade of Hits – Phiên bản tiêu chuẩn | Keeps Gettin' Better: A Decade of Hits – Phiên bản tiêu chuẩn | Keeps Gettin' Better: A Decade of Hits – Phiên bản tiêu chuẩn                                                   | Keeps Gettin' Better: A Decade of Hits – Phiên bản tiêu chuẩn | Keeps Gettin' Better: A Decade of Hits – Phiên bản tiêu chuẩn |
| STT                                                           | Nhan đề                                                       | Sáng tác | Sản xuất                                                      | Thời lượng                                                    |
| ------------------------------------------------------------- | ------------------------------------------------------------- | --- | ------------------------------------------------------------- | ------------------------------------------------------------- |
| 1.                                                            | "Genie in a Bottle"                                           | Steve Kipner David Frank Pam Sheyne                                                                             | Frank Kipner                                                  | 3:36                                                          |
| 2.                                                            | "What a Girl Wants" (bản video)                               | Shelly Peiken Guy Roche                                                                                         | Roche                                                         | 3:35                                                          |
| 3.                                                            | "I Turn to You"                                               | Diane Warren | Roche                                                         | 4:39                                                          |
| 4.                                                            | "Come On Over Baby (All I Want Is You)" (bản radio)           | Christina Aguilera Johan Åberg Pauli Reinikainen Ron Fair Roche Raymond Cham Chaka Blackmon Eric Dawkins Peiken | ChakDaddy Sol Survivor E. Dawk Fair                           | 3:23                                                          |
| 5.                                                            | "Dirrty" (hợp tác với Redman)                                 | Aguilera Dana Stinson Balewa Muhammad Reginald Noble                                                            | Rockwilder Aguilera Muhammad [a] Cameron [a]                  | 4:45                                                          |
| 6.                                                            | "Fighter"                                                     | Aguilera Scott Storch                                                                                           | Storch Aguilera [a] E. Dawk [a]                               | 4:05                                                          |
| 7.                                                            | "Beautiful"                                                   | Linda Perry | Perry                                                         | 3:59                                                          |
| 8.                                                            | "Ain't No Other Man"                                          | Aguilera Chris E. Martin Kara DioGuardi Charles Roane Harold Beatty                                             | DJ Premier Roane [b] Aguilera [c] Rob Lewis [a]               | 3:48                                                          |
| 9.                                                            | "Candyman" (bản đĩa đơn)                                      | Aguilera Perry                                                                                                  | Perry                                                         | 3:14                                                          |
| 10.                                                           | "Hurt"                                                        | Aguilera Perry Mark Ronson                                                                                      | Perry                                                         | 4:03                                                          |
| 11.                                                           | "Genie 2.0"                                                   | Kipner Frank Sheyne                                                                                             | Perry                                                         | 4:15                                                          |
| 12.                                                           | "Keeps Gettin' Better"                                        | Aguilera Perry                                                                                                  | Perry                                                         | 3:04                                                          |
| 13.                                                           | "Dynamite"                                                    | Aguilera Perry                                                                                                  | Perry                                                         | 3:09                                                          |
| 14.                                                           | "You Are What You Are (Beautiful)"                            | Perry | Perry                                                         | 4:44                                                          |
| Tổng thời lượng:                                              | Tổng thời lượng:                                              | Tổng thời lượng:                                                                                                | Tổng thời lượng:                                              | 54:22                                                         |

| Keeps Gettin' Better: A Decade of Hits – Phiên bản quốc tế | Keeps Gettin' Better: A Decade of Hits – Phiên bản quốc tế | Keeps Gettin' Better: A Decade of Hits – Phiên bản quốc tế | Keeps Gettin' Better: A Decade of Hits – Phiên bản quốc tế | Keeps Gettin' Better: A Decade of Hits – Phiên bản quốc tế |
| STT                                                        | Nhan đề                                                    | Sáng tác                                                   | Sản xuất                                                   | Thời lượng                                                 |
| ---------------------------------------------------------- | ---------------------------------------------------------- | ---------------------------------------------------------- | ---------------------------------------------------------- | ---------------------------------------------------------- |
| 5.                                                         | "Nobody Wants to Be Lonely" (với Ricky Martin)             | Desmond Child Victoria Shaw Gary Burr                      | Walter Afanasieff                                          | 4:11                                                       |
| 6.                                                         | "Lady Marmalade" (với Lil' Kim, Mýa và Pink)               | Bob Crewe Kenny Nolan                                      | Missy Elliott Rockwilder Fair [a]                          | 4:25                                                       |
| 7.                                                         | "Dirrty" (hợp tác với Redman)                              | Aguilera Stinson Muhammad Noble                            | Rockwilder Aguilera Muhammad [a] Cameron [a]               | 4:45                                                       |
| 8.                                                         | "Fighter"                                                  | Aguilera Storch                                            | Storch Aguilera [a] E. Dawk [a]                            | 4:05                                                       |
| 9.                                                         | "Beautiful"                                                | Perry                                                      | Perry                                                      | 3:59                                                       |
| 10.                                                        | "Ain't No Other Man"                                       | Aguilera Martin DioGuardi Roane Beatty                     | Premier Roane [b] Aguilera [c] Lewis [a]                   | 3:48                                                       |
| 11.                                                        | "Candyman" (bản đĩa đơn)                                   | Aguilera Perry                                             | Perry                                                      | 3:14                                                       |
| 12.                                                        | "Hurt"                                                     | Aguilera Perry Ronson                                      | Perry                                                      | 4:03                                                       |
| 13.                                                        | "Genie 2.0"                                                | Kipner Frank Sheyne                                        | Perry                                                      | 4:15                                                       |
| 14.                                                        | "Keeps Gettin' Better"                                     | Aguilera Perry                                             | Perry                                                      | 3:04                                                       |
| 15.                                                        | "Dynamite"                                                 | Aguilera Perry                                             | Perry                                                      | 3:09                                                       |
| 16.                                                        | "You Are What You Are (Beautiful)"                         | Perry                                                      | Perry                                                      | 4:44                                                       |
| Tổng thời lượng:                                           | Tổng thời lượng:                                           | Tổng thời lượng:                                           | Tổng thời lượng:                                           | 62:55                                                      |

| Keeps Gettin' Better: A Decade of Hits – Phiên bản tại Vương quốc Anh và Nhật Bản | Keeps Gettin' Better: A Decade of Hits – Phiên bản tại Vương quốc Anh và Nhật Bản | Keeps Gettin' Better: A Decade of Hits – Phiên bản tại Vương quốc Anh và Nhật Bản | Keeps Gettin' Better: A Decade of Hits – Phiên bản tại Vương quốc Anh và Nhật Bản | Keeps Gettin' Better: A Decade of Hits – Phiên bản tại Vương quốc Anh và Nhật Bản |
| STT                                                                               | Nhan đề                                                                           | Sáng tác                                                                          | Sản xuất                                                                          | Thời lượng                                                                        |
| --------------------------------------------------------------------------------- | --------------------------------------------------------------------------------- | --------------------------------------------------------------------------------- | --------------------------------------------------------------------------------- | --------------------------------------------------------------------------------- |
| 10.                                                                               | "The Voice Within" (bản radio)                                                    | Aguilera Glen Ballard                                                             | Ballard                                                                           | 4:24                                                                              |
| 11.                                                                               | "Ain't No Other Man"                                                              | Aguilera Martin DioGuardi Roane Beatty                                            | DJ Premier Roane [b] Aguilera [c] Lewis [a]                                       | 3:48                                                                              |
| 12.                                                                               | "Candyman"                                                                        | Aguilera Perry                                                                    | Perry                                                                             | 3:14                                                                              |
| 13.                                                                               | "Hurt"                                                                            | Aguilera Perry Ronson                                                             | Perry                                                                             | 4:03                                                                              |
| 14.                                                                               | "Genie 2.0"                                                                       | Kipner Frank Sheyne                                                               | Perry                                                                             | 4:15                                                                              |
| 15.                                                                               | "Keeps Gettin' Better"                                                            | Aguilera Perry                                                                    | Perry                                                                             | 3:04                                                                              |
| 16.                                                                               | "Dynamite"                                                                        | Aguilera Perry                                                                    | Perry                                                                             | 3:09                                                                              |
| 17.                                                                               | "You Are What You Are (Beautiful)"                                                | Perry                                                                             | Perry                                                                             | 4:44                                                                              |
| Tổng thời lượng:                                                                  | Tổng thời lượng:                                                                  | Tổng thời lượng:                                                                  | Tổng thời lượng:                                                                  | 67:19                                                                             |

| Keeps Gettin' Better: A Decade of Hits – Phiên bản tại Tây Ban Nha và Argentina | Keeps Gettin' Better: A Decade of Hits – Phiên bản tại Tây Ban Nha và Argentina | Keeps Gettin' Better: A Decade of Hits – Phiên bản tại Tây Ban Nha và Argentina | Keeps Gettin' Better: A Decade of Hits – Phiên bản tại Tây Ban Nha và Argentina | Keeps Gettin' Better: A Decade of Hits – Phiên bản tại Tây Ban Nha và Argentina |
| STT                                                                             | Nhan đề                                                                         | Sáng tác                                                                        | Sản xuất                                                                        | Thời lượng                                                                      |
| ------------------------------------------------------------------------------- | ------------------------------------------------------------------------------- | ------------------------------------------------------------------------------- | ------------------------------------------------------------------------------- | ------------------------------------------------------------------------------- |
| 5.                                                                              | "Ven Conmigo (Solamente Tú)"                                                    | Pérez Johan Aberg Paul Rein                                                     | Pérez Aberg Rein                                                                | 3:11                                                                            |
| 6.                                                                              | "Falsas Esperanzas"                                                             | Jorge Luis Piloto                                                               | Pérez                                                                           | 2:57                                                                            |
| 7.                                                                              | "Lady Marmalade" (với Lil' Kim, Mýa và Pink)                                    | Crewe Nolan                                                                     | Elliott Rockwilder Fair [a]                                                     | 4:25                                                                            |
| 8.                                                                              | "Dirrty" (hợp tác với Redman)                                                   | Aguilera Stinson Muhammad Noble                                                 | Rockwilder Aguilera Muhammad [a] Cameron [a]                                    | 4:45                                                                            |
| 9.                                                                              | "Fighter"                                                                       | Aguilera Storch                                                                 | Storch Aguilera [a] E. Dawk [a]                                                 | 4:05                                                                            |
| 10.                                                                             | "Beautiful"                                                                     | Perry                                                                           | Perry                                                                           | 3:59                                                                            |
| 11.                                                                             | "Ain't No Other Man"                                                            | Aguilera Martin DioGuardi Roane Beatty                                          | DJ Premier Roane [b] Aguilera [c] Lewis [a]                                     | 3:48                                                                            |
| 12.                                                                             | "Candyman"                                                                      | Aguilera Perry                                                                  | Perry                                                                           | 3:14                                                                            |
| 13.                                                                             | "Hurt"                                                                          | Aguilera Perry Ronson                                                           | Perry                                                                           | 4:03                                                                            |
| 14.                                                                             | "Genie 2.0"                                                                     | Kipner Frank Sheyne                                                             | Perry                                                                           | 4:15                                                                            |
| 15.                                                                             | "Keeps Gettin' Better"                                                          | Aguilera Perry                                                                  | Perry                                                                           | 3:04                                                                            |
| 16.                                                                             | "Dynamite"                                                                      | Aguilera Perry                                                                  | Perry                                                                           | 3:09                                                                            |
| 17.                                                                             | "You Are What You Are (Beautiful)"                                              | Perry                                                                           | Perry                                                                           | 4:44                                                                            |
| Tổng thời lượng:                                                                | Tổng thời lượng:                                                                | Tổng thời lượng:                                                                | Tổng thời lượng:                                                                | 64:52                                                                           |

| Keeps Gettin' Better: A Decade of Hits – Phiên bản cao cấp (DVD kèm theo) | Keeps Gettin' Better: A Decade of Hits – Phiên bản cao cấp (DVD kèm theo) | Keeps Gettin' Better: A Decade of Hits – Phiên bản cao cấp (DVD kèm theo) | Keeps Gettin' Better: A Decade of Hits – Phiên bản cao cấp (DVD kèm theo) |
| STT                                                                       | Nhan đề                                                                   | Đạo diễn                                                                  | Thời lượng                                                                |
| ------------------------------------------------------------------------- | ------------------------------------------------------------------------- | ------------------------------------------------------------------------- | ------------------------------------------------------------------------- |
| 1.                                                                        | "Genie in a Bottle" (video ca nhạc)                                       | Diane Martel                                                              | 3:37                                                                      |
| 2.                                                                        | "What a Girl Wants" (video ca nhạc)                                       | Martel                                                                    | 4:06                                                                      |
| 3.                                                                        | "I Turn to You" (video ca nhạc)                                           | Rupert C. Almont                                                          | 4:04                                                                      |
| 4.                                                                        | "Come on Over Baby (All I Want Is You)" (video ca nhạc)                   | Paul Hunter                                                               | 3:52                                                                      |
| 5.                                                                        | "Dirrty" (hợp tác với Redman) (video ca nhạc)                             | David LaChapelle                                                          | 4:49                                                                      |
| 6.                                                                        | "Fighter" (video ca nhạc)                                                 | Floria Sigismondi                                                         | 4:15                                                                      |
| 7.                                                                        | "Beautiful" (video ca nhạc)                                               | Jonas Åkerlund                                                            | 4:07                                                                      |
| 8.                                                                        | "Ain't No Other Man" (video ca nhạc)                                      | Bryan Barber                                                              | 4:53                                                                      |
| 9.                                                                        | "Candyman" (video ca nhạc)                                                | Matthew Rolston Aguilera                                                  | 3:15                                                                      |
| 10.                                                                       | "Hurt" (video ca nhạc)                                                    | Sigismondi Aguilera                                                       | 4:04                                                                      |

Ghi chú
- ^[a]  nghĩa là sản xuất giọng hát
- ^[b]  nghĩa là đồng sản xuất
- ^[c]  nghĩa là sản xuất bổ sung

## Xếp hạng
| Bảng xếp hạng (2008–2010)                | Vị trí cao nhất |
| ---------------------------------------- | --------------- |
| Album Úc (ARIA)                          | 8               |
| Album Áo (Ö3 Austria)                    | 10              |
| Album Bỉ (Ultratop Vlaanderen)           | 23              |
| Album Bỉ (Ultratop Wallonie)             | 24              |
| Album Canada (Billboard)                 | 12              |
| Album Đan Mạch (Hitlisten)               | 15              |
| Album Hà Lan (Album Top 100)             | 28              |
| Album Phần Lan (Suomen virallinen lista) | 9               |
| Album Pháp (SNEP)                        | 7               |
| Album Đức (Offizielle Top 100)           | 20              |
| Album Hy Lạp (IFPI)                      | 13              |
| Album Ý (FIMI)                           | 15              |
| Album Ireland (IRMA)                     | 9               |
| Album Nhật Bản (Oricon)                  | 5               |
| Album México (Top 100 Mexico)            | 15              |
| Album New Zealand (RMNZ)                 | 15              |
| Album Scotland (OCC)                     | 10              |
| Album Hàn Quốc Quốc tế (Circle)          | 30              |
| Album Tây Ban Nha (PROMUSICAE)           | 34              |
| Album Thụy Điển (Sverigetopplistan)      | 41              |
| Album Thụy Sĩ (Schweizer Hitparade)      | 14              |
| Album Đài Loan (Five Music)              | 1               |
| Album Anh Quốc (OCC)                     | 10              |
| Album Hoa Kỳ Billboard 200               | 9               |

| Bảng xếp hạng (2008) | Vị trí |
| -------------------- | ------ |
| Album Úc (ARIA)      | 95     |
| Album Anh Quốc (OCC) | 140    |
| Bảng xếp hạng (2009) | Vị trí |
| Hoa Kỳ Billboard 200 | 168    |

## Chứng nhận
| Quốc gia | Chứng nhận | Số đơn vị/doanh số chứng nhận |
| --- | ---------- | ----------------------------- |
| Úc (ARIA) | Bạch kim   | 70.000^                       |
| Ireland (IRMA) | Vàng       | 7.500^                        |
| Nhật Bản (RIAJ) | Vàng       | 100.000^                      |
| New Zealand (RMNZ) | Vàng       | 7.500‡                        |
| Nga (NFPF) | Vàng       | 10.000*                       |
| Anh Quốc (BPI) | Bạch kim   | 300.000‡                      |
| Hoa Kỳ (RIAA) | Vàng       | 614,000                       |
| * Chứng nhận dựa theo doanh số tiêu thụ. ^ Chứng nhận dựa theo doanh số nhập hàng. ‡ Chứng nhận dựa theo doanh số tiêu thụ và phát trực tuyến. |            |                               |

## Lịch sử phát hành
| Khu vực        | Ngày              | Định dạng   | Phiên bản  | Hãng đĩa   | Ct.    |
| -------------- | ----------------- | ----------- | ---------- | ---------- | ------ |
| Nhật Bản       | 6 tháng 11, 2008  | Tải nhạc số | Tiêu chuẩn | RCA/Jive   | [ 5 ]  |
| Vương quốc Anh | 6 tháng 11, 2008  | Tải nhạc số | Tiêu chuẩn | RCA/Jive   | [ 4 ]  |
| Đức            | 7 tháng 11, 2008  | CD          | Tiêu chuẩn | Sony Music | [ 42 ] |
| Đức            | 7 tháng 11, 2008  | Tải nhạc số | Tiêu chuẩn | RCA/Jive   | [ 43 ] |
| Vương quốc Anh | 10 tháng 11, 2008 | CD + DVD    | Cao cấp    | RCA        | [ 6 ]  |
| Hoa Kỳ         | 11 tháng 11, 2008 | CD          | Tiêu chuẩn | RCA        | [ 44 ] |
| Nhật Bản       | 12 tháng 11, 2008 | CD + DVD    | Giới hạn   | Sony Music | [ 45 ] |